# Francesco Gavazzi
Francesco Gavazzi (Morbegno, Llombardia, 1 d'agost del 1984) és un ciclista italià, professional des del 2007 i fins al 2023.
En el seu palmarès destaquen una etapa de la Volta a Espanya de 2011 i dues de la Volta al País Basc, el 2010 i 2011.

## Palmarès
- 2003
  - Vencedor d'una etapa del Giro de la Vall d'Aosta
- 2006
  -  Campió d'Itàlia sub-23 en ruta
  - Vencedor d'una etapa del Baby Giro
  - 1r al Giro de Toscana sub-23
  - 1r al Giro del Canavese
  - 1r al Trofeu Sportivi di Briga
- 2009
  - 1r al Rund um die Nürnberger Altstadt
- 2010
  - 1r a la Coppa Agostoni
  - 1r al Trittico Lombardo
  - Vencedor d'una etapa de la Volta al País Basc
  - Vencedor d'una etapa del Giro de Sardenya
- 2011
  - Vencedor de 2 etapes de la Volta a Portugal
  - Vencedor d'una etapa de la Volta a Espanya
  - Vencedor d'una etapa de la Volta al País Basc
- 2012
  - Vencedor d'una etapa del Tour de Pequín
- 2015
  - Vencedor d'una etapa del Volta a Mèxic
- 2016
  - 1r al Memorial Marco Pantani
  - Vencedor d'una etapa de la Volta a Portugal
- 2018
  - Vencedor d'una etapa de la Volta a Burgos
- 2019
  - Vencedor d'una etapa al Tour del Llemosí

### Resultats al Giro d'Itàlia
- 2008. 89è de la classificació general
- 2009. 69è de la classificació general
- 2015. 58è de la classificació general
- 2018. 53è de la classificació general
- 2019. 58è de la classificació general
- 2021. 29è de la classificació general
- 2022. 67è de la classificació general
- 2023. 67è de la classificació general

### Resultats al Tour de França
- 2010. 105è de la classificació general
- 2013. 84è de la classificació general

### Resultats a la Volta a Espanya
- 2011. 58è de la classificació general. Vencedor d'una etapa